# Morti nel 1987/Aprile
| Questa pagina contiene informazioni ricavate automaticamente dalle voci biografiche con l'ausilio del template Bio e di un bot. L'aggiornamento è periodico e automatico e ricostruisce completamente la pagina. Se manca una persona in questa lista, sei pregato di non aggiungerla, ma accertati piuttosto che la sua voce biografica contenga il template Bio e che i dati anagrafici siano correttamente compilati. Se il template Bio manca, inseriscilo tu stesso o, in alternativa, metti l'avviso {{tmp\|Bio}} che ne segnala la mancanza. Se i dati riportati sono sbagliati, correggi direttamente la voce biografica; le modifiche saranno visibili in questa lista entro pochi giorni. Per chiarimenti vedi il progetto biografie. La lista contiene solo le 93 persone che sono citate nell'enciclopedia e per le quali è stato implementato correttamente il template Bio. Pagina aggiornata al 3 mar 2024. |

- 1º aprile - Lodovico Morando, pittore italiano (n. 1917)
- 1º aprile - Vladimir Ivanovič Popov, regista e animatore sovietico (n. 1930)
- 2 aprile - Henri Cochet, tennista francese (n. 1901)
- 2 aprile - Buddy Rich, batterista statunitense (n. 1917)
- 2 aprile - Elie Rous, allenatore di calcio inglese (n. 1909)
- 2 aprile - Harry Watt, regista statunitense (n. 1906)
- 2 aprile - Vittorio de Miro d'Aieta, educatore e politico italiano (n. 1918)
- 3 aprile - Hans Cattini, hockeista su ghiaccio e allenatore di hockey su ghiaccio svizzero (n. 1914)
- 3 aprile - Aldo Franchini, medico italiano (n. 1910)
- 3 aprile - Andrej Severnyj, astrofisico russo (n. 1913)
- 3 aprile - Luigi Tropeano, politico italiano (n. 1920)
- 4 aprile - Chögyam Trungpa, filosofo tibetano (n. 1939)
- 4 aprile - Richard Ithamar Aaron, filosofo gallese (n. 1901)
- 4 aprile - Kurt Christmann, avvocato tedesco (n. 1907)
- 4 aprile - C. L. Moore, scrittrice e sceneggiatrice statunitense (n. 1911)
- 4 aprile - Mario Sbardella, partigiano italiano (n. 1914)
- 4 aprile - Le Tari, attore statunitense (n. 1946)
- 5 aprile - Leabua Jonathan, politico lesothiano (n. 1914)
- 5 aprile - Mario Negri, scultore e critico d'arte italiano (n. 1916)
- 6 aprile - Bob van Osdel, altista statunitense (n. 1910)
- 6 aprile - Filippo Parola, calciatore italiano (n. 1925)
- 7 aprile - Rita Horky, cestista e allenatrice di pallacanestro statunitense (n. 1937)
- 7 aprile - Dénes Pataky, pattinatore artistico su ghiaccio ungherese (n. 1916)
- 7 aprile - Maxine Sullivan, cantante statunitense (n. 1911)
- 8 aprile - Tommy Abbott, ballerino, coreografo e attore statunitense (n. 1934)
- 8 aprile - Kevin McNamara, arcivescovo cattolico irlandese (n. 1926)
- 9 aprile - George Cummings, calciatore scozzese (n. 1913)
- 9 aprile - Horst Dassler, imprenditore tedesco (n. 1936)
- 9 aprile - Albert Flatley, allenatore di calcio e calciatore inglese (n. 1919)
- 10 aprile - Rosario Iozia, carabiniere italiano (n. 1962)
- 10 aprile - Mario Sdraulig, calciatore italiano (n. 1917)
- 11 aprile - Carlo Bestetti, editore italiano (n. 1934)
- 11 aprile - Erskine Caldwell, scrittore e giornalista statunitense (n. 1903)
- 11 aprile - Rudolf Karl Krause, pilota automobilistico tedesco (n. 1907)
- 11 aprile - Primo Levi, scrittore, chimico e partigiano italiano (n. 1919)
- 11 aprile - Rodolfo M. Taboada, scrittore, giornalista e umorista argentino (n. 1913)
- 12 aprile - René Hardy, partigiano e scrittore francese (n. 1911)
- 12 aprile - Rafael Mújica, calciatore spagnolo (n. 1927)
- 12 aprile - Mike Von Erich, wrestler statunitense (n. 1964)
- 12 aprile - Wang Renmei, attrice e cantante cinese (n. 1914)
- 12 aprile - Hertha von Walther, attrice tedesca (n. 1903)
- 13 aprile - Herbert Blumer, sociologo statunitense (n. 1900)
- 13 aprile - Guido Sala, pilota motociclistico italiano (n. 1928)
- 14 aprile - Solidea, cantante italiana (n. 1944)
- 14 aprile - Julius Sumner Miller, fisico e personaggio televisivo statunitense (n. 1909)
- 15 aprile - Press Maravich, cestista e allenatore di pallacanestro statunitense (n. 1920)
- 15 aprile - Masatoshi Nakayama, karateka giapponese (n. 1913)
- 16 aprile - Juan Evangelista Venegas, pugile portoricano (n. 1929)
- 17 aprile - Carlton Barrett, batterista e percussionista giamaicano (n. 1950)
- 17 aprile - Colette Rosambert, tennista francese (n. 1910)
- 17 aprile - Dick Shawn, comico e attore statunitense (n. 1923)
- 17 aprile - Lorenzo Suber, calciatore italiano (n. 1912)
- 18 aprile - Adriano Bacchielli, latinista e traduttore italiano (n. 1921)
- 18 aprile - Flavia Paulon, critica cinematografica, giornalista e sceneggiatrice italiana (n. 1906)
- 19 aprile - Salvatore Argento, produttore cinematografico italiano (n. 1914)
- 19 aprile - Georges Détré, aviatore francese (n. 1902)
- 19 aprile - Milt Kahl, animatore statunitense (n. 1909)
- 19 aprile - Paul Maye, ciclista su strada e pistard francese (n. 1913)
- 19 aprile - Maxwell Taylor, generale e diplomatico statunitense (n. 1901)
- 19 aprile - Antony Tudor, ballerino, coreografo e insegnante britannico (n. 1908)
- 20 aprile - Antonino Catalano, ciclista su strada italiano (n. 1932)
- 20 aprile - Nino Franchina, artista, disegnatore e scultore italiano (n. 1912)
- 20 aprile - Alberto Helios Gagliardo, pittore e incisore italiano (n. 1893)
- 20 aprile - Gianni Mineo, partigiano italiano (n. 1921)
- 20 aprile - Giovanni Tarello, giurista italiano (n. 1934)
- 20 aprile - Arturo Torres Carrasco, allenatore di calcio e calciatore cileno (n. 1906)
- 21 aprile - José Bañón, calciatore spagnolo (n. 1922)
- 21 aprile - Gustav Bergmann, filosofo e matematico austriaco (n. 1906)
- 21 aprile - Giovanni Battista Gianquinto, avvocato, politico e partigiano italiano (n. 1905)
- 21 aprile - Edith Green, politica e insegnante statunitense (n. 1910)
- 21 aprile - Juan Carlos Heredia, calciatore argentino (n. 1922)
- 21 aprile - Patrick Martin, bobbista statunitense (n. 1923)
- 21 aprile - Stanley Mason, chimico canadese (n. 1914)
- 22 aprile - Gioacchino Solinas, generale italiano (n. 1892)
- 23 aprile - Pierre Benoit, religioso francese (n. 1906)
- 23 aprile - Larry Bethea, giocatore di football americano statunitense (n. 1956)
- 23 aprile - Cristoforo De Amicis, pittore e decoratore italiano (n. 1902)
- 23 aprile - Mária Medvecká, pittrice slovacca (n. 1914)
- 24 aprile - Pablo Acosta Villarreal, criminale messicano (n. 1937)
- 24 aprile - Rosemary Carr, attrice statunitense (n. 1910)
- 24 aprile - Alexis Chantraine, calciatore e allenatore di calcio belga (n. 1901)
- 24 aprile - Gioachino Colombo, progettista italiano (n. 1903)
- 25 aprile - Blas Roca Calderío, politico cubano (n. 1908)
- 25 aprile - Dominique Dubarle, religioso e filosofo francese (n. 1907)
- 25 aprile - Enrico Tortonese, zoologo italiano (n. 1911)
- 27 aprile - Giancarlo Lapi, arbitro di calcio italiano (n. 1937)
- 28 aprile - Giacomo Del Mauro, ginnasta e pallamanista italiano (n. 1960)
- 28 aprile - Paul Martin, mezzofondista svizzero (n. 1901)
- 29 aprile - Gus Johnson, cestista e allenatore di pallacanestro statunitense (n. 1938)
- 29 aprile - Philip Lombardo, mafioso statunitense (n. 1908)
- 29 aprile - Angelo Scalzone, tiratore a volo italiano (n. 1931)
- 29 aprile - Harry Wolff, pugile svedese (n. 1905)
- 30 aprile - Marc Aaronson, astronomo statunitense (n. 1950)